# Arturo Orozco (Fußballspieler, 1952)
Arturo Orozco (* 14. Dezember 1952 in León, Guanajuato) ist ein ehemaliger mexikanischer Fußballspieler auf der Position eines Verteidigers.

## Laufbahn
Orozco begann seine Profikarriere bei seinem Heimatverein Club León, für den er am 4. Dezember 1977, genau zehn Tage vor seinem 25. Geburtstag, in einem Heimspiel gegen Chivas Guadalajara (2:1) erstmals in einem Spiel der mexikanischen Primera División zum Einsatz kam. In derselben Saison (1977/78) erzielte er am 12. Februar 1978 in einem Heimspiel gegen Atlético Español seinen ersten Treffer zum 3:1-Endstand in der 90. Minute.
Bei seinen insgesamt 131 Einsätzen, die er zwischen 1977 und 1982 für den Club León in der Primera División absolvierte, erzielte Orozco für die Esmeraldas neun Tore. Für seinen nächsten Verein Puebla FC kam er zwischen 1983 und 1991 in 213 Erstliga-Begegnungen zum Einsatz und erzielte zehn Tore. Seinen letzten Einsatz für die Camoteros bestritt er am 22. Dezember 1991 in einem Auswärtsspiel bei Monarcas Morelia (0:0), bei dem er eine Viertelstunde vor Schluss eingewechselt wurde. Es war sein einziger Einsatz in der Saison 1991/92.
Seine größten Erfolge feierte Orozco ebenfalls mit Puebla: zweimal gewann er mit den Camoteros den Pokalwettbewerb und je einmal die mexikanische Fußballmeisterschaft und den CONCACAF Champions’ Cup.

## Erfolge
- Mexikanischer Meister: 1990
- Mexikanischer Pokalsieger: 1988 und 1990
- CONCACAF Champions’ Cup: 1991